# Ante Falk
Anders "Ante" Falk, född 11 juni 1886 Offerdals församling, Jämtlands län, död 17 september 1976 i Offerdals kbfd, Jämtlands län, var en svensk spelman. Han hade Ol'Persa Hammarberg från Ede som läromästare. Ante Falk blev känd för att spela dansmusik. Hans yngre bror Olle Falk var även han en känd spelman i Jämtland.